# Anders Wijkman (1873–1954)
Anders Victor Benedict Wijkman, född 17 december 1873 i Bälinge, Uppsala län, död 23 oktober 1954 i Flen, var en svensk ämbetsman. Han var farfar till politikern och samhällsdebattören Anders Wijkman.
Wijkman avlade examen till rättegångsverken 1898, innehade diverse kommunala uppdrag i Örebro stad 1906–1916 och blev landskamrerare i Örebro län 1919. Han var ledamot i Statens fryshusstyrelse 1918–1921 och biträde i civildepartementet 1919–1920 vid utredningar på bostadsfrågeområden. Vidare var han förlikningsman i arbetstvister 1919–1931 och allmänt ombud hos mellankommunala prövningsnämnden 1929–1931. 
Wijkman var landshövding i Västernorrlands län 1931–1938 och tillförordnad landshövding i Södermanlands län 1940–1944. Han var ordförande i Västernorrlands läns hushållningssällskap 1932–1939 och blev ordförande i järnvägens skiljedomsnämnd 1940 samt i livförsäkringsbolaget Balder 1941.
Anders Wijkman var son till lantbrukaren A. E. Wijkman och Sofia Hedlund. Han gifte sig första gången 1907 med sin kusin Ruth Wijkman, som var dotter till kyrkoherden Joel Wijkman och Gunilla Bergergren. Efter hustruns död 1909 gifte han sig andra gången 1911 med Gerda Ericsson, som var dotter till skeppsklareraren Ludvig Ericsson och Vendela Jakobsson.